# Werner Jestremski
Werner Jestremski (* 26. April 1942 in Gelsenkirchen) ist ein ehemaliger deutscher Fußballspieler.

## Werdegang
Die fußballerische Laufbahn von Jestremski begann beim Gelsenkirchener Verein STV Horst-Emscher. Bei den Schwarz-Blauen aus dem Fürstenbergstadion spielte der 18-Jährige bereits ab der Saison 1960/61 in der 2. Liga West. Im letzten Jahr des alten Ligasystems der erstklassigen Oberligen mit dem Unterbau der 2. Ligen, 1962/63, erreichten die „Emscher Husaren“ unter Trainer Herbert Burdenski den vierten Rang im Westen. „Moppel“ Jestremski hatte alle 30 Spiele an der Seite der Mitspieler Manfred Otta und Rudolf Schmidt absolviert und ein Tor erzielt. Insgesamt wird er von 1960 bis 1963 in der 2. Liga West mit 81 Spielen und 12 Toren geführt. Ab 1963/64 folgten zwei Jahre in der zweitklassigen Regionalliga West. In beiden Jahren konnte der Abstieg knapp vermieden werden. Im Debütjahr 1963/64 war Ex-Nationalspieler Burdenski noch Trainer, im zweiten Jahr, 1964/65, übernahm der ehemalige STV-Oberligaakteur Kurt Sahm das Traineramt. Jestremski verließ Horst-Emscher 1965 nach 71 Regionalligaspielen mit zwei Toren und wechselte zum Ligarivalen Fortuna Düsseldorf.
Mit der Fortuna gelang ihm direkt 1965/66 unter Trainer Kuno Klötzer mit 58:10 Punkten der Gewinn der Meisterschaft in der Regionalliga West. Neben Jestremski waren auch noch mit Waldemar Gerhardt, Werner Biskup, Gert Wünsche und Willi Marzok weitere Neuzugänge an den „Flinger Broich“ gekommen. Der überwiegend als Außenläufer eingesetzte Mann aus Gelsenkirchen hatte 26 Ligaspiele absolviert. In der anschließenden Aufstiegsrunde setzte sich die Fortuna gegen den FK Pirmasens, Hertha BSC und Kickers Offenbach in sechs Spielen durch, in denen Jestremski immer auf dem Platz stand. Im Oberhaus des deutschen Fußball, in der Fußball-Bundesliga, bestritt der Defensivspieler 1966/67 für die Fortuna 19 Spiele. Als 17. der Abschlusstabelle folgte der sofortige Abstieg. Er hatte am elften Spieltag, den 29. Oktober 1966, bei der 1:3-Heimniederlage gegen den 1. FC Köln in der Bundesliga debütiert. Mit Biskup und Fred Hesse hatte er die Läuferreihe gebildet. Er verabschiedete sich mit der Fortuna am 34. Spieltag, den 3. Juni 1967, mit einer 1:2-Auswärtsniederlage beim Hamburger SV aus der Bundesliga.
Er lief für Düsseldorf noch zwei Runden bis 1969 in der Regionalliga West auf. Als die Fortuna 1968/69 unter Trainer Otto Knefler den vierten Rang belegte, hörte er nach insgesamt 63 Regionalligaeinsätzen (1 Tor) im Lizenzfußball auf und wechselte gemeinsam mit Waldemar Gerhardt und Gert Wünsche zum Amateurligisten TuRa Büderich. Später trainierte er verschiedene Düsseldorfer Amateurvereine.